# Carlos Nguema Nsue Otong
Carlos Nguema Nsue Otong (ur. 16 kwietnia 1952) – polityk, poeta i literaturoznawca z Gwinei Równikowej.
Kształcił się w zakresie filologii hiszpańskiej, krytyki literackiej oraz hiszpańskojęzycznej literatury afrykańskiej. Reprezentował rodzinny kraj przy Międzynarodowym Centrum Cywilizacji Bantu w Libreville, związany z szeregiem placówek edukacyjnych w Gabonie, w tym z Uniwersytetem Omara Bongo.
Zaangażowany w kształtowanie polityki edukacyjnej Gwinei Równikowej, był dyrektorem generalnym a następnie wiceministrem w resorcie edukacji.  Pełnił również funkcję wiceministra rybołówstwa i środowiska naturalnego.
Opublikował zbiór poezji Balbuceos y otros poemas (2008). Pisywał na łamach rozmaitych magazynów literackich, między innymi Africa 2000, Angoê czy Tam-Tam. Jego prace znalazły się w Literatura de Guinea Ecuatorial (2000), drugiej edycji wpływowej antologii literatury gwinejskiej, skompilowanej przez Donata Ndongo-Bidyogo. 
Włączony w skład krajowej akademii języka hiszpańskiego (Academia Ecuatoguineana de la Lengua Española, AEGLE), pełni funkcję bibliotekarza tej instytucji.
Wykłada semantykę oraz literaturę hiszpańskojęzyczną na Narodowym Uniwersytecie Gwinei Równikowej (Universidad Nacional de Guinea Ecuatorial, UNGE).
Ma czworo dzieci. Jedna z jego córek, Winnie-Oye Nsue Abeme, zmarła w 2009 w wyniku zapalenia opon mózgowych.